# Marc Secara

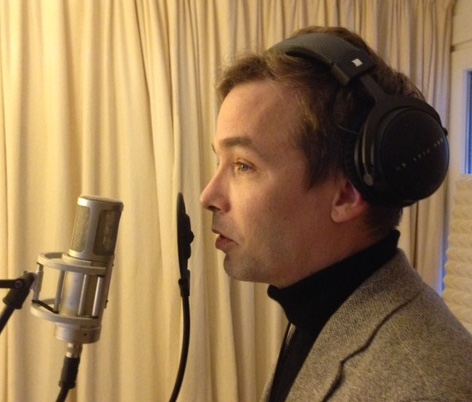
Marc Secara, 2018

Marc Secara (* 20. Februar 1976) ist ein deutscher Jazz- und Pop-Sänger.

## Leben
Im Alter von 15 Jahren gründete Secara seine erste eigene Band. Nach Abitur und Zivildienst studierte er Musik (Saxophon) an der  Hochschule für Musik Nürnberg. 1998 wechselte er an die Hochschule für Musik „Hanns Eisler“ Berlin in das Hauptfach Gesang/Popularmusik. Im Jahr 2000 erhielt Secara ein  IASJ-Stipendium und einen Studienaufenthalt am Berklee College of Music in Boston (USA). Von 1997 bis 1999 war er Solist und Vokalgruppenmitglied im Bundesjugendjazzorchester unter der Leitung von Peter Herbolzheimer.
1998 gründet er die Berlin Voices. Seit 2000 arbeitet Secara mit seiner eigenen Big Band Berlin Jazz Orchestra, zunächst unter der Leitung des ehemaligen RIAS-Bigband-Dirigenten Jiggs Whigham. Im Jahr 2001 war die Marc Secara Group die weltweit erste westliche Jazzband, die in der Islamischen Republik Iran auf Tournee gehen durfte. Bei einer erneuten Irantournee im Jahr 2002 gewann er mit seiner Marc Secara Group den 1. Preis als „Bester Künstler“ des landesweiten Musikfestivals Fader. Im Jahr 2004 war Secara auf Europatournee als „kultureller Botschafter“ der Bundesrepublik Deutschland und bestritt vier Konzerte für die ehemaligen Bundespräsidenten Johannes Rau und Horst Köhler. Im Juli 2006 sang er im Duett mit Bariton Thomas Quasthoff beim Bundespräsidenten-Sommerfest. Im Jahr 2006 war er außerdem als Solist auf Deutschland-Tournee mit der HR Big Band, Streichern und einem Chor.
In Zusammenarbeit mit dem Musikagenten Jacky Wagner und Rundfunk Berlin-Brandenburg (rbb) erschienen 2004 und 2008 die Alben Update und You’re Everything mit Arrangements des britischen Arrangeurs Steve Gray. Seit 2008 war Secara dann auf Tournee mit dem Schauspieler und Sänger Manfred Krug. 2009 schloss Secara einen Produktionsvertrag mit Bert Kaempfert Music Publishing. Es folgten Aufnahmen für die Produktion mit einer deutschen All-Star Big Band unter der Leitung von Jörg Achim Keller und Wolf Kerschek sowie mit dem Filmorchester Babelsberg. 2009 sang und komponierte er den Titelsong Killing is my business, honey zum Kinofilm Mord ist mein Geschäft, Liebling mit Nora Tschirner und Rick Kavanian. 2010 war die Premiere und Präsentation der neuen Bühnenshow Now and Forever.
Seit dem Jahr 2008 ist er Vocal Coach des Bundesjugendjazzorchesters (BuJazzO), des Landesjugendjazzorchester Brandenburg und des Landesjugendjazzorchesters Berlin. Ferner leitet er den Landesjugendjazz- und Popchor Young Voices Brandenburg. Im Jahr 2013 wurde er als Professor für Gesang und Ensemble an die Hochschule der populären Künste (Berlin) berufen.
Marc Secara lebt in Berlin.

## Diskografie
| - 1997 Faces – Out of Mind (Solist) - 1998 BuJazzO: Gerling (Solist) - 1999 BuJazzO: On Tour (Solist und Vokalgruppe), Swinging & Singing – Casino Lights (Solist) - 2002 Manfred Krug: Weihnachts-Krug (Sideman) - 2004 Update (Solist/Produzent) - 2006 Strangers in the Night – the Music of Bert Kaempfert (Solist) - 2007 Berlin Voices: States of Mind (Solist) - 2008 You’re Everything (Solist/Produzent) - 2009 Mord ist mein Geschäft, Liebling (auf Soundtrack/Solist) - 2010 Berlin Voices: About Christmas (Solist) - 2011 Now and Forever - Secara Meets Kaempfert (Solist) - 2022 Jonas Schoen & Marc Secaras Berlin Jazz Orchestra: Crosscurrent DVD - 2012 Strangers in the Night - The Music of Bert Kaempfert (DVD) - (Solist) - 1997: Faces – Out of Mind (Solist) - 2009: Killing is My Business, Honey (auf Soundtrack/Solist) |